# التركيبة السكانية في البرازيل
بلغ عدد السكان المقيمين رسميًا في البرازيل 203 ملايين نسمة في عام 2022، وفقًا لـ المعهد البرازيلي للجغرافيا والإحصاء. البرازيل هي سابع أكبر دولة في العالم من حيث عدد السكان، وثاني أكبر دولة من حيث عدد السكان في الأمريكتين ونصف الكرة الغربي.